# Zespół dystonia-parkinsonizm
Zespół dystonia-parkinsonizm, dystonia torsyjna-parkinsonizm, typ filipiński, sprzężona z chromosomem X dystonia torsyjna typu 3 (ang. X-linked dystonia-parkinsonism, XDP) – rzadka, uwarunkowana genetycznie choroba neurologiczna. Mutacja będąca przyczyną schorzenia jest szczególnie częsta na Panay, szóstej co do wielkości wyspie Filipin, stanowiąc przykład efektu założyciela. W miejscowym dialekcie choroba określana jest jako lubag, co oznacza "pokręcony".

## Etiologia
Choroba spowodowana jest insercją transpozonu SVA do intronu genu TAF1 kodującego czynnik związany z białkiem wiążącym kasetę TATA.